# Rzesznikówko
Rzesznikówko (deutsch Neu Reselkow) ist ein Wohnplatz in der Woiwodschaft Westpommern in Polen. Er liegt im Gebiet der Gmina Rymań (Landgemeinde Roman) und gehört mit dieser zum Powiat Kołobrzeski (Kolberger Kreis).
Der Wohnplatz liegt in Hinterpommern, etwa 85 Kilometer nordöstlich von Stettin und etwa 25 Kilometer südlich von Kołobrzeg (Kolberg), am rechten Ufer der Mołstowa (Molstow). Gegenüber auf dem linken Flussufer liegt der Wohnplatz Jaglino (Jäglin). 
Der Wohnplatz ist in der Mitte des 19. Jahrhunderts entstanden, als nordwestlich des Dorfes Reselkow Bauernhöfe (sogenannte Abbauten) angelegt wurden. Diese wurden unter dem Namen Neu Reselkow zusammengefasst. Im Jahre 1864 lebten hier 33 Einwohner, im Jahre 1885 22 Einwohner und im Jahre 1905 48 Einwohner. Bis 1945 bildete Neu Reselkow einen Wohnplatz in der Gemeinde Reselkow und gehörte mit dieser zum Landkreis Kolberg-Körlin in der preußischen Provinz Pommern. 
Nach dem Zweiten Weltkrieg kam Neu Reselkow, wie ganz Hinterpommern, an Polen. Die Bevölkerung wurde vertrieben. Der Wohnplatz erhielt den polnischen Ortsnamen Rzesznikówko. 
Rzesznikówko gehört heute zum Schulzenamt Rzesznikowo in der Gmina Rymań. Im Jahr 2013 wurden 8 Einwohner gezählt.